# 潔世王
潔世王（きよよおう、弘仁11年（820年） - 元慶6年4月28日（882年5月19日））は、平安時代前期の皇族。桓武天皇の孫。二品・仲野親王の八男。子に平遂良がいる。官位は従四位上・民部大輔。

## 経歴
幼い頃から歴史や伝記を学び、文章生に補せられる。しかし、長く対策に及第できず文章生のまま、貞観2年（860年）41歳にして従四位下に直叙された。
しばらく散位であったが、貞観5年（863年）大学頭に任ぜられる。大学頭在任中、貞観8年（866年）の高山祭使や、貞観10年（868年）の文徳天皇田邑陵で発生した野火に伴う陵への使いなど臨時の使者を務めている。その後、従四位上・民部大輔に叙任された後、貞観17年（875年）には雨乞い等のために神功皇后陵への使者も務めた。元慶6年（882年）4月28日卒去。享年63。最終官位は散位従四位上。

## 官歴
- 貞観2年（860年） 11月16日：従四位下（直叙）
- 貞観5年（863年） 2月16日：大学頭
- 時期不詳：従四位上
- 貞観17年（875年） 7月3日：見民部大輔
- 元慶6年（882年） 4月28日：卒去（散位従四位上）